# Bloed-hersenbarrière

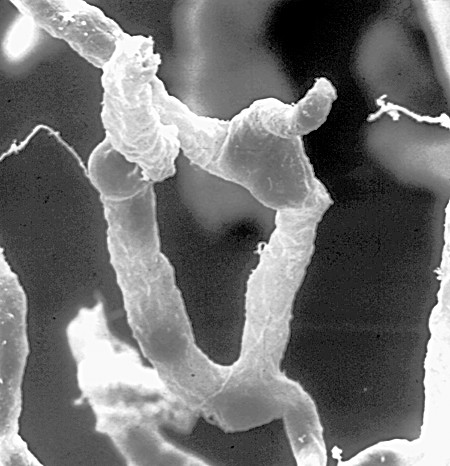
Deel van het netwerk van haarvaten van de hersenen

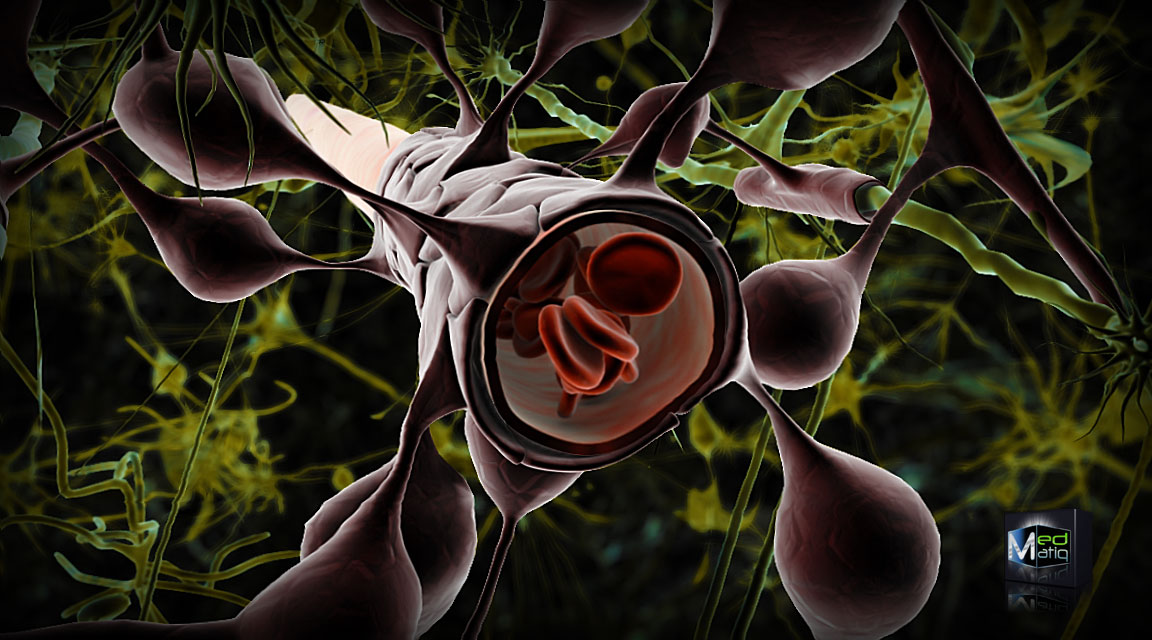
Astrocyten type I omgeven de haarvaten van de hersenen

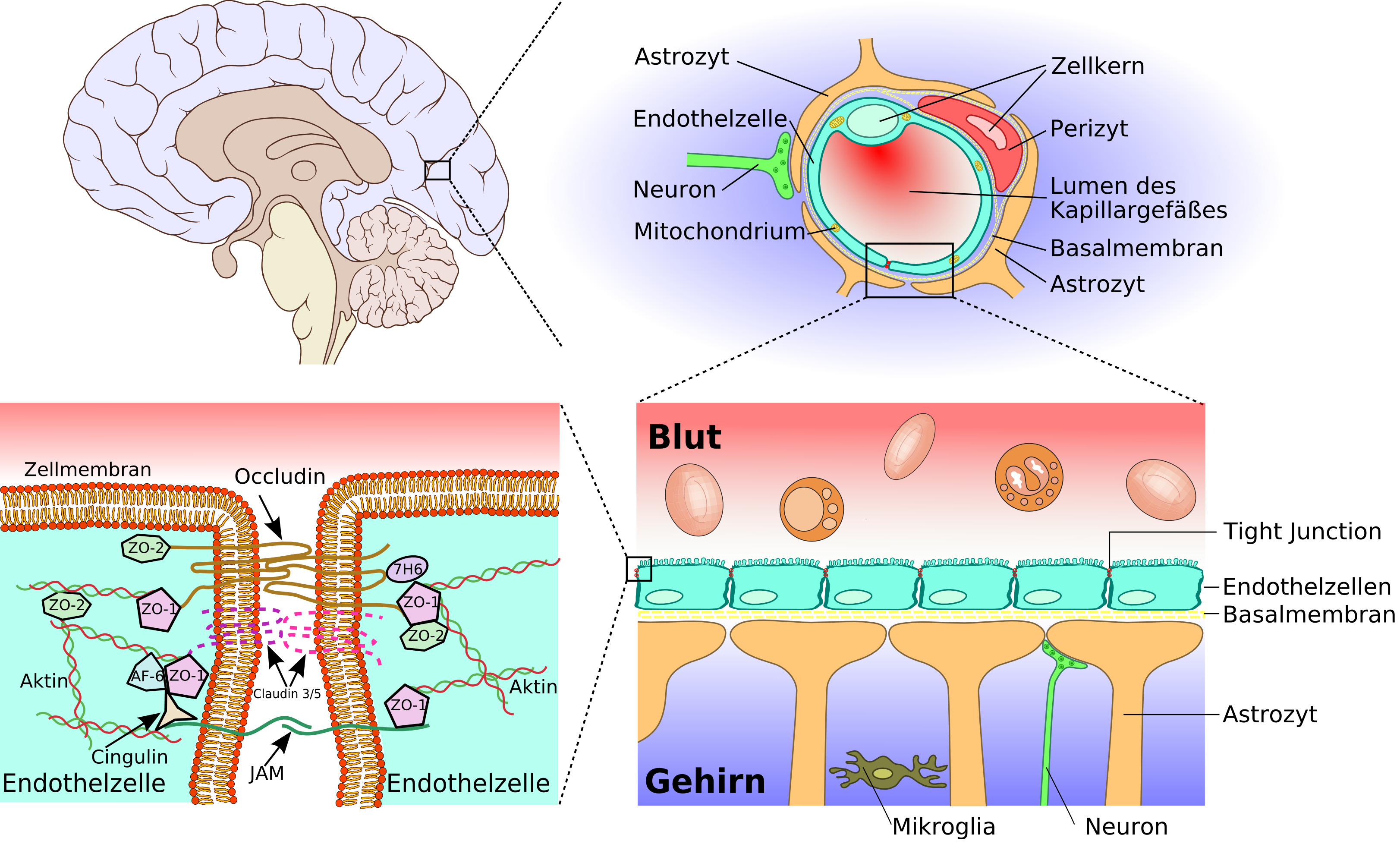
De bloed-hersenbarrière

De bloed-hersenbarrière scheidt de bloedsomloop van het, buiten de cellen gelegen,
extracellulair vocht van de hersenen. De bloed-hersenbarrière strekt zich langs alle haarvaten van het centrale zenuwstelsel uit, en bestaat uit tight junctions. Dat zijn verbindingen tussen de celmembranen van naast elkaar gelegen cellen, die de haarvaten omgeven, en die elders in de bloedsomloop niet gevonden worden. Endotheelcellen beletten op deze wijze het doordringen in de hersenvloeistof van microscopisch kleine partikels, bijvoorbeeld bacteriën, en van grote in water oplosbare moleculen. Ze laten echter vetoplosbare, anorganische kleine moleculen, zoals de ademhalings-gassen zuurstof en koolzuur, en vetoplosbare hormonen zonder meer passief door, via diffusie. Daarnaast hebben de cellen van de barrière  actieve transportmechanismen voor, van de spijsvertering afkomstige, wateroplosbare kleine organische  moleculen, zoals glucose. Een actief transportmechanisme is de mogelijkheid van bepaalde cellen, om een molecuul tegen een gradiënt in te verplaatsen. Er wordt als het ware tegen de stroom ingepompt; dit kost energie, in tegenstelling tot diffusie. De barrière bestaat verder nog uit een extra dikke basale membraan en uit de eindvoetjes van astrocyten.

## Geschiedenis
Paul Ehrlich bestudeerde als microbioloog kleuringstechnieken, waarmee bacteriën zichtbaar kunnen worden gemaakt onder de microscoop. Hij ontdekte dat met aniline vrijwel alle weefsels van sommige proefdieren gekleurd konden worden, maar niet de hersenen.
In 1913 injecteerde een van Ehrlichs studenten, Edwin Goldmann, aniline rechtstreeks in het hersenvocht van de proefdieren. Nu bleken de hersenen als enige gekleurd te worden. Er was dus een soort barrière tussen het bloed en het hersenvocht. Men nam aan dat de bloedvaten zelf als barrière fungeerden, omdat men geen membraan of iets dergelijks kon vinden. De conclusie dat er een soort barrière was tussen bloedvaten en hersenen werd in 1921 geopperd door Lina Stern.
Pas met de komst van de elektronenmicroscopie rond 1965 werd het membraan waargenomen en daarmee was het bewijs voor het bestaan geleverd.

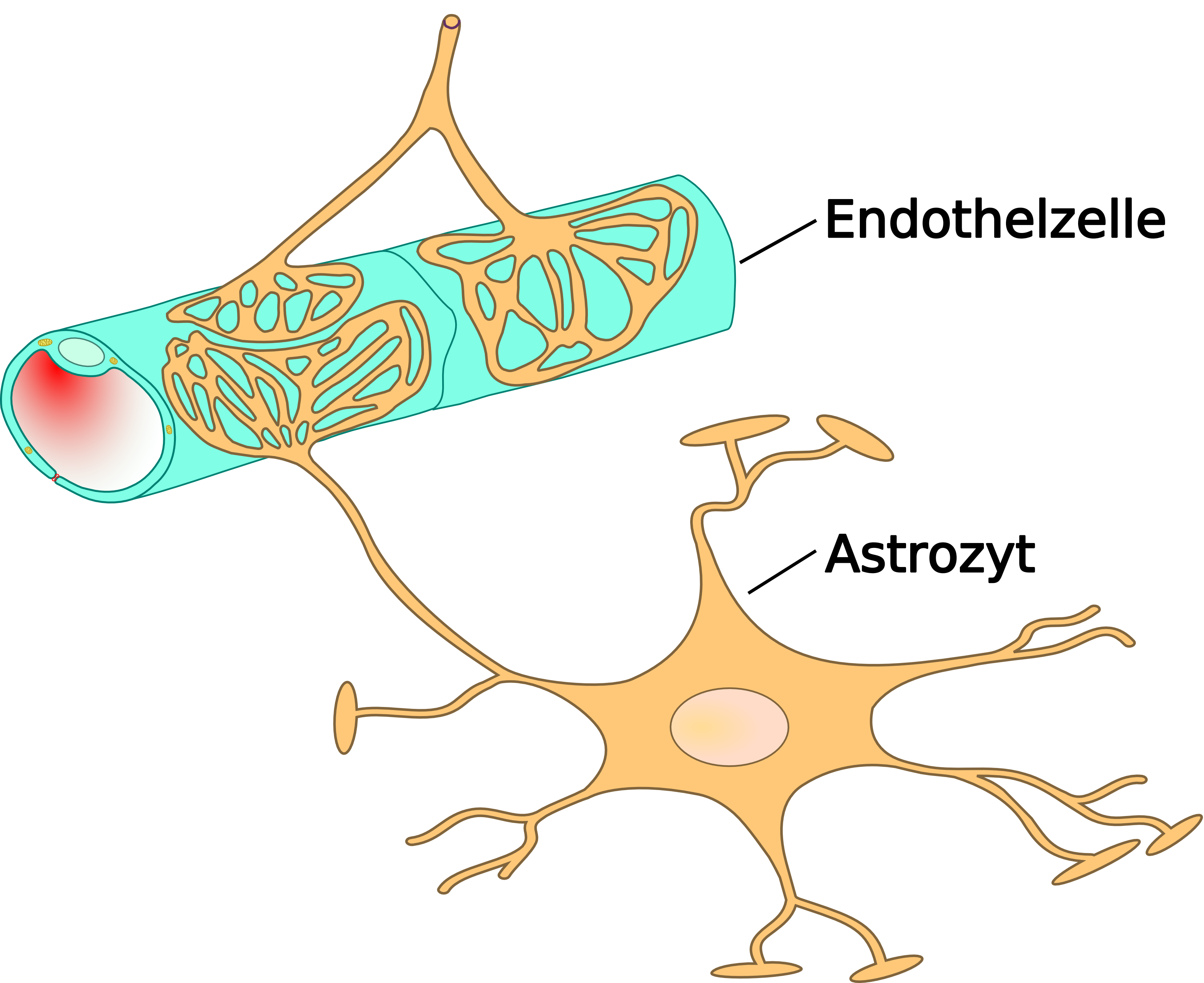
Astrocyten met eindvoetjes en tight junctions tussen de endotheelcellen zijn belangrijke onderdelen van de bloed-hersenbarrière.

## Fysiologie
De "barrière" ontstaat doordat de  'tight junctions'  tussen de endotheelcellen van de haarvaten in het centrale zenuwstelsel stoffen selectief doorlaten. Op het grensvlak tussen bloed en hersenen zijn de endotheelcellen nauw aan elkaar verbonden door deze ‘tight junctions’ die zelf weer uit kleine onderdelen bestaan, vaak biochemische dimeren, proteïnen die van de ene kant van de celmembraan naar de andere aanwezig zijn, zoals occludine, claudinen, junctional adhesion molecule (JAM) of ESAM. Elk van deze proteïnen die de membraan oversteekt, zit stevig aan de endotheelcellen vast door een ander proteïnecomplex, waartoe zo-1 en daaraan geassocieerde proteïnen behoren.
De bloed-hersenbarrière bestaat uit cellen met een grote dichtheid die stoffen uit de bloedstroom veel meer tegenhouden dan de endotheelcellen van haarvaten op andere plekken in het lichaam. Uitlopers van de astrocyten (voetjes genoemd of glia limitans) omringen de endotheelcelen van de Bloed-hersenbarrière en ondersteunen ze chemisch.
Naast de bloed-hersenbarrière is er ook de bloed-liquorbarrière. Liquor is het vocht dat hersenen en ruggenmerg omspoelt. De scheiding van bloed en liquor is een taak van de plexus chorioides. Beide barrières regelen de homeostase van de hersenen.
Een aantal hersengebieden, vooral de gebieden rondom de vochtkamers gelegen delen, liggen (vanuit het bloed gezien) niet achter de barrière. Voorbeelden hiervan zijn het dak van de 3e en de 4e ventrikel, de haarvaten in de pijnappelklier (epifyse). De epifyse produceert het hormoon melatonine, dat direct aan het bloed wordt afgegeven. Melatonine passeert de bloed-hersen-barrière gemakkelijk.

## Bij jonge dieren (kleine kinderen)
Oorspronkelijk (rond 1920) leek onderzoek er op te wijzen dat de bloed-hersenbarrière bij zuigelingen nog onrijp was. Dit werd veroorzaakt doordat bij experimenten een te hoge osmotische druk was toegepast, waardoor een deel van de haarvaten beschadigd was geraakt. Wanneer men minder volume gebruikt, blijken de embryonale haarvaten wel degelijk ondoordringbaar voor de gebruikte markers. Het natuurlijke albumine, toproteïne en transferrine zijn, hoewel ze bij de pasgeborene verhoogd aanwezig zijn in het bloed, in de hersenen niet aan te tonen. De effluxtransporteur glycoproteïne–P komt ook in embryonaal endotheel al voor.
Uit experimenten waarin de opname van zowel vetoplosbare stoffen als noodzakelijke stoffen voor de stofwisseling werd gemeten bij verdoofde pasgeboren konijnen bleek dat de bloed-hersenbarrière zich net zo gedroeg als bij volwassen dieren.
Het blijkt dus niet waar dat de bloed-hersenbarrière bij jonge dieren nog niet rijp is.

## Functie: beschermen
De bloed-hersenbarrière is zeer effectief in het beschermen van de hersenen tegen infecties met bacteriën. Daarom komen infecties van de hersenen niet vaak voor. Aangezien antistoffen en antibiotica vaak te groot zijn om de barrière te doordringen, is een infectie die optreedt meestal ernstig en moeilijk te behandelen. Door een ontsteking wordt de bloed-hersenbarrière gelukkig meestal meer doorlaatbaar, waardoor sommige antibiotica toch komen waar ze nodig zijn. Virussen gaan meestal door de bloed-hersenbarrière door zich te hechten aan circulerende immuuncellen.
Spirocheten zoals de verwekkers van lymeziekte (Borrelia burgdorferi) en Syfilis (Treponema pallidum) blijken echter een opening door de wanden van haarvaten te kunnen maken en doorbreken op deze manier de bloed-hersenbarrière.
De bloed-hersenbarrière beschermt ook tegen vergiften die bestaan uit moleculen die te groot zijn om de bloed-hersenbarrière te passeren. Dit was erg belangrijk in primitieve tijden en in de Middeleeuwen toen mensen dikwijls bedorven voedsel tot zich namen. Neurotoxinen zoals botulinetoxine in het voedsel kunnen de perifere zenuwen aantasten, maar de bloed-hersenbarrière zorgt ervoor dat ze het centrale zenuwstelsel niet bereiken, wat veel ernstiger gevolgen zou hebben.

## Medicijnen die in de hersenen hun werk moeten doen.

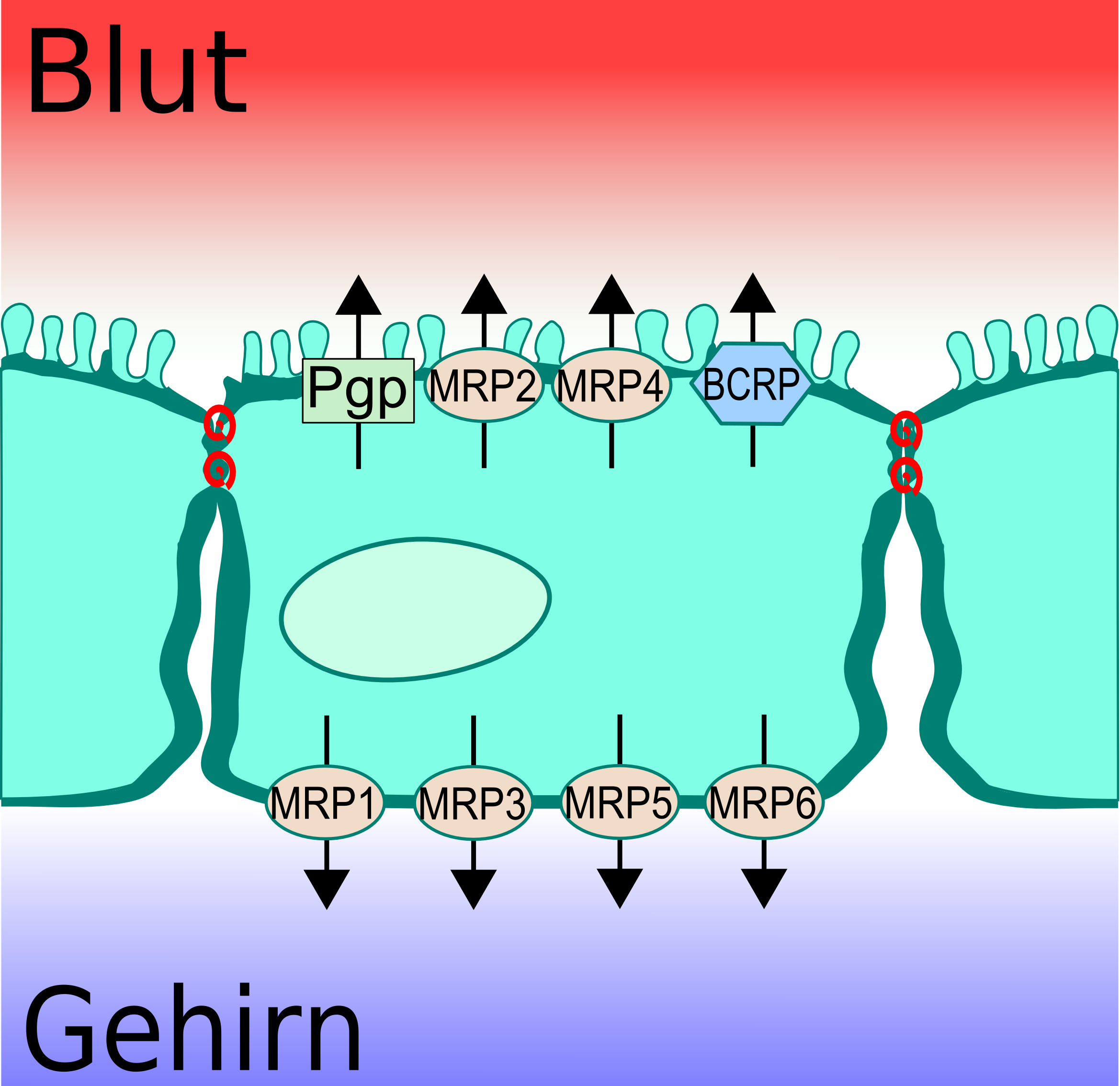
Effluxpompen in de bloed-hersenbarrière (Pgp = P-glycoproteïne, MRP = multidrug resistance-associated protein, BCRP = breast cancer resistance proteïn)

Behandeling van hersenziekten wordt bemoeilijkt, doordat het lastig is medicijnen te krijgen waar ze nodig zijn. De barrière houdt namelijk naast schadelijke, ook belangrijke stoffen tegen die een diagnose zouden kunnen doen stellen, of als behandeling zouden kunnen dienen.
Medicijnen kunnen door de voordeur proberen binnen te komen, of achterom. ‘’Door de voordeur" houdt in, dat de barrière doorlaatbaar wordt gemaakt door osmose, op biochemische wijze, of zelfs door blootstelling aan hoog-energetisch ultrageluid. Andere toegepaste middelen maken gebruik van de endogene transportsystemen, zoals de “carrier”systemen voor glucose en de aminozuren, de transcystose, vervoer door de cel, via een receptor, zoals voor insuline en transferrine en het blokkeren van actieve naar buiten pompende transporteurs zoals p-glycoproteïne.
Om medicijnen achter de bloed-hersenbarrière te krijgen kan men denken aan toediening via een hersenimplantaat of een ruggenprik, of via langzaam druppelen rechtstreeks in de hersenen. Men gebruikt daar mannitol voor. Niet zo lang geleden hebben geleerden geprobeerd om liposomen te maken die ze konden laden met nanodeeltjes.
Medicijnen afleveren door de bloed–hersenbarrière is een veelbelovende toepassing van de nanotechnologie in de neurowetenschappen. Nanopartikels kunnen potentieel geprogrammeerd worden verschillende taken in de beoogde volgorde uit te voeren, een belangrijke eigenschap voor medicatie. Op dit gebied wordt er veel onderzoek gedaan naar de mogelijkheden om nanopartikels medicijnen tegen kanker af te laten leveren in het centrale zenuwstelsel. Bijvoorbeeld werd radio-actief polyethyleenglycol met een coating van hexadecylcyanoacrylaat gericht afgestuurd op een gliosarcoom van een rat en bleek zich daar ook te verzamelen. Deze methode is echter nog niet geschikt voor onderzoek bij patiënten, omdat de nano-bolletjes zich ook ophoopten in het gezonde weefsel om de tumor heen.
Zowel de endotheelcellen van de haarvaten als de daarmee samenhangende pericyten, zijn dikwijls afwijkend in een tumor; de bloed-hersenbarrière is dikwijls niet intact. Vaak is er ook geen volledige basale membraan. Er kunnen nog andere factoren zijn zoals de astrocyten die eraan bijdragen dat hersentumoren zo moeilijk te behandelen zijn.
Bij de ziekte van Parkinson is er een dopaminetekort in de hersenen, maar dopamine passeert de bloed-hersenbarrière niet. De patiënten krijgen daarom een precursor, een voorloper, levodopa, met de stof benserazide of carbidopa (een perifere decarboxylaseremmer) die de afbraak buiten de hersenen blokkeren. Dit vergroot het effect en vermindert tegelijk bijwerkingen.
Veel drugs zoals cocaïne, heroïne en ook mildere zoals cafeïne en alcohol, zijn in staat de bloed-hersenbarrière te passeren, waardoor de gebruiker al snel na inname van een dergelijke stof de gevolgen merkt. Dit kan doordat de werkzame stoffen ervan veelal zo klein zijn dat ze wel door de nauw aaneengesloten cellen kunnen bewegen.

## Ziekten die samenhangen met de bloed-hersenbarrière

### Meningitis
Meningitis (hersenvliesontsteking) is een ontsteking van de vliezen die om de hersenen en het ruggenmerg heen liggen, de meninges. Meningitis wordt meestal veroorzaakt door ziektekiemen, zoals Streptococcus pneumoniae en Haemophilus influenzae. Wanneer de meninges ontstoken raken, kan de bloed-hersenbarrière beschadigd worden. Deze beschadiging kan de doorlaatbaarheid vergroten voor allerlei substanties, zowel gifstoffen van de bacteriën als van de antibiotica. Antibiotica die worden ingezet bij meningitis kunnen de ontstekingsreactie in de hersenen verhevigen, doordat er giftige neurotoxines van de celwand van de bacteriën vrijkomen. Daarom geeft men voor de behandeling meestal de voorkeur aan cefalosporinen van de derde of vierde generatie.

### Epilepsie
Epilepsie is een veelvoorkomende neurologische ziekte die gekenmerkt wordt door aanvallen, insulten. Onderzoek lijkt er op te wijzen dat een insult kan worden uitgelokt door een tekortschieten van de bloed-hersenbarrière. Er is onderzoek dat de interactie tussen een veelvoorkomend bloedeiwit albumine en astrocyten erbij betrekt. Deze bevindingen wijzen er op dat de acute aanvallen een voorspelbaar gevolg zijn van een beschadiging van de bloed-hersenbarrière. Bovendien is een stoornis van de moleculen en transporters aan de bloed-hersenbarrière een belangrijke oorzaak van een verminderde reactie op medicatie.

### Multiple sclerose (MS)
Multiple sclerose (MS) wordt beschouwd als een auto-immuunziekte en een neuro-degeneratieve ziekte waarbij het immuunsysteem de myeline aantast van de neuronen van het centraal zenuwstelsel. Daardoor verliezen de zenuwuitlopers (axonen) de bescherming en elektrische isolatie die de myeline moet bieden. Bij gezonde mensen is het centrale zenuwstelsel niet te bereiken voor de meeste schadelijke cellen, omdat de bloed-hersenbarrière ondoordringbaar voor ze is. Maar met MRI is aangetoond dat tijdens een aanval van MS de bloed-hersenbarrière niet goed functioneert, waardoor een bepaald soort leukocyten, namelijk T-lymfocyten, de bloed-hersenbarrière passeert en de myelineschede kan aantasten.
Er is wel geopperd dat MS niet zozeer een ziekte van het immuunsysteem, als een ziekte van de bloed-hersenbarrière is. Onderzoek liet zien dat de verzwakking van de bloed-hersenbarrière het gevolg is van een verstoring van de endotheelcellen aan de binnenkant van de haarvaten, waar glycoproteïne P niet goed functioneert.
Er vindt veel onderzoek plaats naar behandelmethoden van de aantasting van de bloed-hersenbarrière. Men neemt aan dat oxidatieve stress een grote rol speelt in de afbraak ervan.
Anti-oxydanten, zoals alfa-liponzuur zijn misschien in staat een verzwakkende bloed-hersenbarrière te beschermen.

### Neuromyelitis optica
Neuromyelitis optica, ook bekend als de ziekte van Devic, lijkt sterk op multiple sclerose en wordt daar vaak mee verward.
Een van de verschillen met MS is, dat de auto-immuunreactie tegen een ander doel is gericht. Patiënten met neuromyelitis optica maken antistoffen tegen het eiwit aquaporiën 4, dat deel uitmaakt van de eindvoetjes van de astrocyten die de bloed-hersenbarrière mede vormen.

### Gevorderde trypanosomiasis (slaapziekte)
Bij de Afrikaanse ziekte trypanosomiasis, worden in het late stadium (slaapziekte) de veroorzakende protozoën in de hersenen aangetroffen. Het is niet bekend hoe zij daar komen, men vermoedt via de bloed-liquorbarrière.

### De Vivo-ziekte
De Vivo-ziekte (ook: GLUT-1-deficiëntiesyndroom) is een zeldzaam ziektebeeld dat ontstaat doordat glucose niet effectief over de bloed-hersenbarrière kan passeren, waardoor een verstandelijke beperking en andere neurologische problemen kunnen ontstaan. Erfelijke afwijkingen van de glucose-transporter type 1 (GLUT 1) lijken de primaire afwijking te zijn bij deze ziekte.

### Hiv-encefalitis
Men neemt aan dat een latent aids-virus de eerste 14 dagen na de besmetting de bloed-hersenbarrière kan passeren binnen monocyten in de bloedstroom, ongeveer net zoals het paard van Troje.
Eenmaal binnen, worden deze monocyten geactiveerd en veranderen ze in macrofagen. De macrofaag verspreidt de  virionen in het bloed, in de buurt van haarvaten. Hierdoor wordt er alarm geslagen voor het binnendringen van de virussen en komt er een aantal intracellulaire signalen tot stand met een kettingreactie die een ontsteking veroorzaakt en de bloed-hersenbarrière niet intact laat. Deze episodes worden AIDS-dementie genoemd.

### Neurodegeneratieve ziekten
Zowel bij de ziekte van Parkinson als bij de ziekte van Alzheimer is een minder effectieve bloed-hersenbarrière waargenomen. Verder onderzoek zal duidelijk moeten maken of dit oorzaak, gevolg of beide van de ziekte is.